# Hevringen
Hevringen est une île norvégienne dans le comté de Hordaland. Elle appartient administrativement à Austevoll.

## Géographie
Rocheuse et désertique à l'exception d'une légère végétation, elle s'étend sur environ 382 m de longueur pour une largeur approximative de 370 m. 